# フリードリヒ・ヴィルヘルム (ナッサウ＝ヴァイルブルク侯)
フリードリヒ・ヴィルヘルム（Friedrich Wilhelm von Nassau-Weilburg,  1768年10月25日 - 1816年1月9日）は、ナッサウ＝ヴァイルブルク侯（在位：1788年 - 1816年）。1806年に男子相続人のいないナッサウ＝ウジンゲン侯フリードリヒ・アウグストがナッサウ公国を創設した際、公爵位の後継者に指名されたが、公爵位を継ぐ前に死んだ。

## 生涯
フリードリヒ・ヴィルヘルムはナッサウ＝ヴァイルブルク侯カール・クリスティアンとその妃でオラニエ公ウィレム4世の娘であるカロリーネの間に生まれ、父の死に伴って侯爵位を継承した。1806年にナッサウ公国が創設されると、フリードリヒ・ヴィルヘルムと30歳年長の同族であるナッサウ＝ウジンゲン侯フリードリヒ・アウグストが共同で統治することになった。フリードリヒ・アウグストは二人の息子を幼いうちに亡くし、この時期には男子の後継者を残せないことが明らかだった。このため、ウジンゲン侯の有するナッサウ公爵位は、ウジンゲン系の断絶とともにナッサウ＝ヴァイルブルク家の当主フリードリヒ・ヴィルヘルムに渡ることが予定されていた。
ところが1816年1月9日、フリードリヒ・ヴィルヘルムは居城のヴァイルブルク城の階段から転落して急死した。ナッサウ公フリードリヒ・アウグストはそのわずか2カ月後の3月24日に亡くなり、ナッサウ公爵位はフリードリヒ・ヴィルヘルムの長男ヴィルヘルムが継承した。ヴィースバーデンのヴィルヘルム通りにはナッサウ公国の公世子宮殿（Erbprinzenpalais）が新たに建造されていたが、息子ヴィルヘルムがこの宮殿を使うことは無かった。
- ナッサウ＝ヴァイルブルク侯フリードリヒ・ヴィルヘルムの一家（ティシュバイン画、1811年）
- フリードリヒ・ヴィルヘルムの肖像を刻んだ貨幣

## 子女
フリードリヒ・ヴィルヘルムは1788年7月31日、キルヒベルク城伯ヴィルヘルム・ゲオルクの娘でザイン＝ハヒェンブルク伯領の女子相続人であるルイーゼと結婚し、4人の子女をもうけた。
- ヴィルヘルム（1792年 - 1839年） - ナッサウ＝ヴァイルブルク侯、のちナッサウ公
- アウグステ（1794年 - 1796年）
- ヘンリエッテ・アレクサンドリーネ（1797年 - 1829年） - 1815年、オーストリア大公カールと結婚
- フリードリヒ・ヴィルヘルム（1799年 - 1845年）

| 爵位・家督                  | 爵位・家督                                 | 爵位・家督        |
| --------------------------- | ------------------------------------------ | ----------------- |
| 先代 カール・クリスティアン | ナッサウ＝ヴァイルブルク侯 1788年 - 1816年 | 次代 ヴィルヘルム |